# Список глав правительства Исландии
Премье́р-мини́стр Исла́ндии (исл. Forsætisráðherra Íslands) — глава Кабинета министров Исландии (премьер-министр, но буквально: председатель или президент министров). В настоящее время премьер-министр назначается президентом страны и осуществляет исполнительную власть вместе с кабинетом министров при условии парламентской поддержки. Обычно им становится лидер партии, победившей на выборах в Альтинг. С 21 декабря 2024 года премьер-министром страны является Криструн Мьёдль Фростадоуттир.
В список включены главы национальных правительств Исландии, а также главы осуществлявшего или координирующего на территории Исландии правительственные функции в предшествующий независимости от Дании период Министерства по делам Исландии (). Применённая в первом столбце нумерация является условной (национальная традиция порядкового наименования глав правительств отсутствует, — но существует официальная нумерация правительств). Также условным является использование в первом столбце цветовой заливки, служащей для упрощения восприятия принадлежности лиц к различным политическим силам без необходимости обращения к столбцу, отражающему партийную принадлежность. В качестве даты прекращения полномочий кабинета в списке указывается дата передачи полномочий вновь сформированному правительству; указывается также (при наличии) предшествовавшая ей дата заявления об отставке правительства. В случае, когда премьер-министр получил повторные полномочия последовательно за первоначальными, раздельно отражается каждый срок полномочий. В столбце «Выборы» отражены состоявшиеся выборные процедуры, сформировавшие состав парламента, утвердивший состав правительства или поддержавший его. Наряду с партийной принадлежностью, в столбце «Партия» также отражён внепартийный (независимый) статус персоналий.

## Министры по делам Исландии (1874—1918)
Министры по делам Исландии (дат. Minister for Island, исл. Ráðherra Íslands) входили в состав Совета Дании (кабинета министров). Министерство по делам Исландии находилось в Копенгагене в 1874—1904 годах и в Рейкьявике в 1904—1928 годах.

### Период прямого управления Данией (1874—1904)
Министерство по делам Исландии было образовано из «Исландского департамента», находившегося в ведении Министерства внутренних дел Дании с ноября 1848 года, а в 1855 года перешедшего в ведение Министерства юстиции Дании (несмотря на название, департамент также занимался вопросами Фарерских островов и Гренландии). В соответствии с первой Конституцией Исландии, в 1874 году департамент был преобразован в министерство, при этом до 1904 года министр юстиции ex officio возглавлял и новое министерство.
|        | Портрет       | Имя (годы жизни)                                                                       | Полномочия      | Полномочия      | Партия (в Дании)                | Председатель совета Дании | Пр.           |
| Начало | Портрет       | Имя (годы жизни)                                                                       | Окончание       |                 | Партия (в Дании)                | Председатель совета Дании | Пр.           |
| ------ | ------------- | -------------------------------------------------------------------------------------- | --------------- | --------------- | ------------------------------- | ------------------------- | ------------- |
| 1      |               | Кристиан Софус Клеин (1824—1900) дат. Christian Sophus Klein                           | 14 июля 1874    | 11 июня 1875    | Национальная либеральная партия | К. А. Фоннесбек           | [ 5 ]         |
| 2      |               | Юханнес Магнус Вальдемар Неллеманн (1831—1906) дат. Johannes Magnus Valdemar Nellemann | 11 июня 1875    | 13 июня 1896    | Хёйре                           | Я. Б. С. Эструп           | [ 6 ]         |
| 2      | Т. Редц-Тотт  | Юханнес Магнус Вальдемар Неллеманн (1831—1906) дат. Johannes Magnus Valdemar Nellemann | 11 июня 1875    | 13 июня 1896    | Хёйре                           |                           | [ 6 ]         |
| 3      |               | Николаи Раймер Румп (1834—1900) дат. Nicolai Reimer Rump                               | 13 июня 1896    | 28 августа 1899 | Хёйре                           | [ 7 ]                     |               |
| 3      | Х. Э. Хёрринг | Николаи Раймер Румп (1834—1900) дат. Nicolai Reimer Rump                               | 13 июня 1896    | 28 августа 1899 | Хёйре                           | [ 7 ]                     |               |
| 4      |               | Хуго Эгмонт Хёрринг (1842—1909) дат. Hugo Egmont Hørring                               | 28 августа 1899 | 27 апреля 1900  | Хёйре                           | [ 8 ] [ 9 ]               |               |
| 5      |               | Аугуст Херманн Фердинанд Карл Гоос (1835—1917) дат. August Herman Ferdinand Carl Goos  | 27 апреля 1900  | 24 июля 1901    | Хёйре                           | Х. Сехестед               | [ 10 ] [ 11 ] |
| 6      |               | Петер Адлер Алберти (1851—1932) дат. Peter Adler Alberti                               | 24 июля 1901    | 1 февраля 1904  | Реформистская Венстре           | Й. Х. Деунтсер            | [ 12 ] [ 13 ] |

### Период самоуправления (1904—1918)
После установления 3 октября 1903 года Конституционным актом Исландии требований к лицу, замещающему эту должность, являться жителем Исландии и уметь писать на исландском языке, назначение на пост было поручено Альтингу в рамках расширения самоуправления территории, с сохранением включения поста в состав правительства Дании. Состоявшееся 1 февраля 1904 года назначение Альтингом Ханнеса Тоурдюра Пьетюрссона Хафстейна на пост министра по делам Исландии рассматривается в стране как начало формирования ею самостоятельных правительств (в 2004 году отмечался их 100-летний юбилей).
4 января 1917 года в Исландии было сформировано первое коалиционное правительство в составе трёх министров на основе парламентского большинства. Добившийся этого Йоун Магнуссон получил должность forsætisráðherra Íslands (премьер-министр Исландии, но буквально: председатель или президент министров), при этом все три министра были также формально членами датского правительства, каждый как Министр по делам Исландии.
30 ноября 1918 года был подписан Акт о датско-исландской унии, в соответствии с которым Дания признала Исландию в качестве независимого и суверенного государства в личной унии с Данией — Королевством Исландия
|        | Портрет                | Имя (годы жизни)                                                                     | Полномочия      | Полномочия      | Партия (в Исландии)           | Председатель совета Дании | Пр.           |
| Начало | Портрет                | Имя (годы жизни)                                                                     | Окончание       |                 | Партия (в Исландии)           | Председатель совета Дании | Пр.           |
| ------ | ---------------------- | ------------------------------------------------------------------------------------ | --------------- | --------------- | ----------------------------- | ------------------------- | ------------- |
| 7 (I)  |                        | Ханнес Тоурдюр Пьетюрссон Хафстейн (1861—1922) исл. Hannes Þórður Pétursson Hafstein | 1 февраля 1904  | 31 марта 1909   | Партия самоуправления         | Й. Х. Деунтсер            | [ 18 ] [ 19 ] |
| 7 (I)  | Й. К. Кристенсен       | Ханнес Тоурдюр Пьетюрссон Хафстейн (1861—1922) исл. Hannes Þórður Pétursson Hafstein | 1 февраля 1904  | 31 марта 1909   | Партия самоуправления         |                           | [ 18 ] [ 19 ] |
| 7 (I)  | Н. Т. Неергорд         | Ханнес Тоурдюр Пьетюрссон Хафстейн (1861—1922) исл. Hannes Þórður Pétursson Hafstein | 1 февраля 1904  | 31 марта 1909   | Партия самоуправления         |                           | [ 18 ] [ 19 ] |
| 8      |                        | Бьёрн Йоунссон (1846—1912) исл. Björn Jónsson                                        | 31 марта 1909   | 14 марта 1911   | Партия независимости (старая) | [ 20 ]                    |               |
| 8      | Л. Хольстеин-Ледреборг | Бьёрн Йоунссон (1846—1912) исл. Björn Jónsson                                        | 31 марта 1909   | 14 марта 1911   | Партия независимости (старая) | [ 20 ]                    |               |
| 8      | К. Т. Сахле            | Бьёрн Йоунссон (1846—1912) исл. Björn Jónsson                                        | 31 марта 1909   | 14 марта 1911   | Партия независимости (старая) | [ 20 ]                    |               |
| 8      | К. Бернтсен            | Бьёрн Йоунссон (1846—1912) исл. Björn Jónsson                                        | 31 марта 1909   | 14 марта 1911   | Партия независимости (старая) | [ 20 ]                    |               |
| 9      |                        | Кристьян Йоунссон (1852—1926) исл. Kristján Jónsson                                  | 14 марта 1911   | 25 июля 1912    | независимый                   | [ 21 ]                    |               |
| 7 (II) |                        | Ханнес Тоурдюр Пьетюрссон Хафстейн (1861—1922) исл. Hannes Þórður Pétursson Hafstein | 25 июля 1912    | 21 июля 1914    | Партия союза                  | [ 18 ] [ 19 ]             |               |
| 7 (II) | К. Т. Сахле            | Ханнес Тоурдюр Пьетюрссон Хафстейн (1861—1922) исл. Hannes Þórður Pétursson Hafstein | 25 июля 1912    | 21 июля 1914    | Партия союза                  | [ 18 ] [ 19 ]             |               |
| 10     |                        | Сигюрдюр Эггерс (1875—1945) исл. Sigurður Eggerz                                     | 21 июля 1914    | 4 мая 1915      | Партия независимости (старая) | [ 22 ] [ 23 ]             |               |
| 11     |                        | Эйнар Адноурссон (1880—1955) исл. Einar Arnórsson                                    | 4 мая 1915      | 4 января 1917   | Партия независимости (старая) | [ 24 ] [ 25 ]             |               |
| 12-а   |                        | Йоун Магнуссон (1859—1926) исл. Jón Magnússon                                        | 4 января 1917   | 30 ноября 1918  | Партия самоуправления         | [ 15 ] [ 26 ]             |               |
| 12-б   |                        | Сигюрдюр Йоунссон (1852—1926) исл. Sigurður Jónsson                                  | 4 января 1917   | 30 ноября 1918  | Прогрессивная партия          | [ 27 ]                    |               |
| 12-в   |                        | Бьёрн Кристьянссон (1858—1939) исл. Björn Kristjánsson                               | 4 января 1917   | 28 августа 1917 | Партия независимости (старая) | [ 28 ] [ 29 ]             |               |
| 12-г   |                        | Сигюрдюр Эггерс (1875—1945) исл. Sigurður Eggerz                                     | 28 августа 1917 | 30 ноября 1918  | Партия независимости (старая) | [ 22 ] [ 23 ]             |               |

## Премьер-министры Исландии

### Королевство Исландия (1918—1944)
19 октября 1918 года в Исландии был проведён референдум, на котором избирателям был задан вопрос, одобряют ли они закон, по которому Исландия станет отдельным королевством, суверенным государством в личной унии с Данией. Решение об этом одобрили 92,6 % избирателей.
30 ноября 1918 года был подписан Акт о датско-исландской унии, в соответствии с которым Дания признала Исландию в качестве независимого и суверенного государства в личной унии с Данией — Королевством Исландия. На следующий день у здания правительства страны состоялась церемония поднятия флага Исландии как символа её государственной независимости. В 1920 году положения об унии были закреплены в королевской Конституции Исландии.

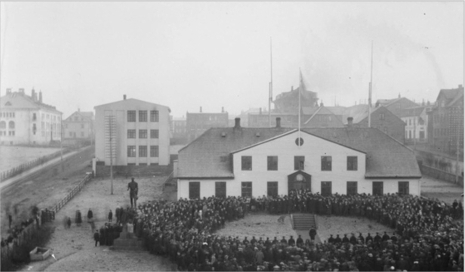
Церемония поднятия флага Исландии у здания правительства страны (1 декабря 1918 г.)

Осуществлявшее управление на 1 декабря 1918 года сформированное по результатам состоявшихся 21 октября 1916 года парламентских выборов коалиционное правительство в составе трёх министров, представляющих Партию самоуправления, Прогрессивную партию и Партию независимости, продолжило свою работу.
После истечения в 1943 году 25-летнего срока, на который был заключён Акт о датско-исландской унии, 20—23 мая 1944 года в Исландии прошёл конституционный референдум, одобривший новую Конституцию, в соответствии с которой 17 июня 1944 года страна была провозглашена республикой.
|          | Портрет         | Имя (годы жизни)                                                 | Полномочия          | Полномочия      | Полномочия                                                                               | Партия                                                                                    | Выборы                                                  | Кабинет              | Пр.                  |
| Начало   | Портрет         | Имя (годы жизни)                                                 | Решение об отставке | Окончание       |                                                                                          | Партия                                                                                    | Выборы                                                  | Кабинет              | Пр.                  |
| -------- | --------------- | ---------------------------------------------------------------- | ------------------- | --------------- | ---------------------------------------------------------------------------------------- | ----------------------------------------------------------------------------------------- | ------------------------------------------------------- | -------------------- | -------------------- |
| 1 (I—II) |                 | Йоун Магнуссон (1859—1926) исл. Jón Magnússon                    | 1 декабря 1918      | 12 августа 1919 | 25 февраля 1920                                                                          | Партия самоуправления в коалиции с Прогрессивной партией и Партией независимости (старой) | (1916, октябрь)                                         | Магнуссон (I)        | [ 15 ] [ 26 ]        |
| 1 (I—II) | 25 февраля 1920 | Йоун Магнуссон (1859—1926) исл. Jón Magnússon                    | 2 марта 1922        | 7 марта 1922    | Партия самоуправления в коалиции с независимыми                                          | 1919                                                                                      | Магнуссон (II)                                          |                      | [ 15 ] [ 26 ]        |
| 2        |                 | Сигюрдюр Эггерс (1875—1945) исл. Sigurður Eggerz                 | 7 марта 1922        | 5 марта 1924    | 22 марта 1924                                                                            | 1919                                                                                      | Партия независимости (старая) в коалиции с независимыми | Эггерс               | [ 22 ] [ 23 ]        |
| 1 (III)  |                 | Йоун Магнуссон (1859—1926) исл. Jón Magnússon                    | 22 марта 1924       | —               | 23 июня 1926                                                                             | Консервативная партия                                                                     | 1923                                                    | Магнуссон (III)      | [ 15 ] [ 26 ] [ 36 ] |
| и. о.    |                 | Магнус Гвюдмюндссон (1879—1937) исл. Magnús Guðmundsson          | 23 июня 1926        | 8 июля 1926     | 8 июля 1926                                                                              | Консервативная партия                                                                     | 1923                                                    | Магнуссон (III)      | [ 37 ] [ 38 ]        |
| 3        |                 | Йоун Тодлаукссон (1877—1935) исл. Jón Þorláksson                 | 8 июля 1926         | 28 июля 1927    | 28 августа 1927                                                                          | Консервативная партия                                                                     | 1923                                                    | Тодлаукссон          | [ 39 ] [ 40 ]        |
| 4        |                 | Триггви Тоурхальссон (1889—1935) исл. Tryggvi Þórhallsson        | 28 августа 1927     | 28 мая 1932     | 3 июня 1932                                                                              | Прогрессивная партия                                                                      | 1927                                                    | Тоурхальссон         | [ 41 ] [ 42 ]        |
| 4        | 1931            | Триггви Тоурхальссон (1889—1935) исл. Tryggvi Þórhallsson        | 28 августа 1927     | 28 мая 1932     | 3 июня 1932                                                                              | Прогрессивная партия                                                                      |                                                         | Тоурхальссон         | [ 41 ] [ 42 ]        |
| 5        |                 | Аусгейр Аусгейрссон (1894—1972) исл. Ásgeir Ásgeirsson           | 3 июня 1932         | 16 ноября 1933  | 28 июля 1934                                                                             | Прогрессивная партия в коалиции с Партией независимости                                   | Аусгейрссон                                             | [ 43 ] [ 44 ]        |                      |
| 5        | 1933            | Аусгейр Аусгейрссон (1894—1972) исл. Ásgeir Ásgeirsson           | 3 июня 1932         | 16 ноября 1933  | 28 июля 1934                                                                             | Прогрессивная партия в коалиции с Партией независимости                                   | Аусгейрссон                                             | [ 43 ] [ 44 ]        |                      |
| 6 (I—IV) |                 | Херманн Йоунассон (1896—1976) исл. Hermann Jónasson              | 28 июля 1934        | 20 марта 1938   | 2 апреля 1938                                                                            | Прогрессивная партия в коалиции с Социал-демократической партией                          | 1934                                                    | Йоунассон (I)        | [ 45 ] [ 46 ]        |
| 6 (I—IV) | 1937            | Херманн Йоунассон (1896—1976) исл. Hermann Jónasson              | 28 июля 1934        | 20 марта 1938   | 2 апреля 1938                                                                            | Прогрессивная партия в коалиции с Социал-демократической партией                          |                                                         | Йоунассон (I)        | [ 45 ] [ 46 ]        |
| 6 (I—IV) | 2 апреля 1938   | Херманн Йоунассон (1896—1976) исл. Hermann Jónasson              | 17 апреля 1939      | 17 апреля 1939  | Прогрессивная партия                                                                     | Йоунассон (II)                                                                            |                                                         |                      | [ 45 ] [ 46 ]        |
| 6 (I—IV) | 17 апреля 1939  | Херманн Йоунассон (1896—1976) исл. Hermann Jónasson              | 7 ноября 1941       | 18 ноября 1941  | Прогрессивная партия в коалиции с Партией независимости и Социал-демократической партией | Йоунассон (III)                                                                           |                                                         |                      | [ 45 ] [ 46 ]        |
| 6 (I—IV) | 18 ноября 1941  | Херманн Йоунассон (1896—1976) исл. Hermann Jónasson              | 16 мая 1942         | 16 мая 1942     | Прогрессивная партия в коалиции с Партией независимости и Социал-демократической партией | Йоунассон (IV)                                                                            |                                                         |                      | [ 45 ] [ 46 ]        |
| 7 (I)    |                 | Оулавюр Трюггвасон Торс (1892—1964) исл. Ólafur Tryggvason Thors | 16 мая 1942         | 14 ноября 1942  | 16 декабря 1942                                                                          | Партия независимости                                                                      | Торс (I)                                                | [ 47 ] [ 48 ] [ 49 ] |                      |
| 7 (I)    | 1942, июль      | Оулавюр Трюггвасон Торс (1892—1964) исл. Ólafur Tryggvason Thors | 16 мая 1942         | 14 ноября 1942  | 16 декабря 1942                                                                          | Партия независимости                                                                      | Торс (I)                                                | [ 47 ] [ 48 ] [ 49 ] |                      |
| 7 (I)    | 1942, октябрь   | Оулавюр Трюггвасон Торс (1892—1964) исл. Ólafur Tryggvason Thors | 16 мая 1942         | 14 ноября 1942  | 16 декабря 1942                                                                          | Партия независимости                                                                      | Торс (I)                                                | [ 47 ] [ 48 ] [ 49 ] |                      |
| 8        |                 | Бьёрн Тоурдарсон (1879—1963) исл. Björn Þórðarson                | 16 декабря 1942     | —               | 17 июня 1944                                                                             | независимый                                                                               | Тоурдарсон                                              | [ 50 ] [ 51 ]        |                      |

### Республиканский период (после 1944)
20—23 мая 1944 года в Исландии прошёл конституционный референдум, одобривший новую Конституцию, в соответствии с которой 17 июня 1944 года на празднике в Тингведлире страна была провозглашена республикой.
|             | Портрет          | Имя (годы жизни)                                                          | Полномочия          | Полномочия       | Полномочия                                                                                            | Партия | Выборы                                                            | Кабинет                | Пр.                  |
| Начало      | Портрет          | Имя (годы жизни)                                                          | Решение об отставке | Окончание        | | Партия | Выборы                                                            | Кабинет                | Пр.                  |
| ----------- | ---------------- | ------------------------------------------------------------------------- | ------------------- | ---------------- | --- | --- | ----------------------------------------------------------------- | ---------------------- | -------------------- |
| (8)         |                  | Бьёрн Тоурдарсон (1879—1963) исл. Björn Þórðarson                         | 17 июня 1944        | 16 сентября 1944 | 21 октября 1944                                                                                       | независимый | (1942, октябрь)                                                   | Тоурдарсон             | [ 50 ] [ 51 ]        |
| 7 (II)      |                  | Оулавюр Трюггвасон Торс (1892—1964) исл. Ólafur Tryggvason Thors          | 21 октября 1944     | 10 октября 1946  | 4 февраля 1947                                                                                        | Партия независимости в коалиции с Социал-демократической партией и Партией народного единства — Социалистической партией | (1942, октябрь)                                                   | Торс (II)              | [ 47 ] [ 48 ] [ 49 ] |
| 9           |                  | Стефаун Йоуханн Стефаунссон (1894—1980) исл. Stefán Jóhann Stefánsson     | 4 февраля 1947      | 2 ноября 1949    | 6 декабря 1949                                                                                        | Социал-демократическая партия в коалиции с Партией независимости и Партией народного единства — Социалистической партией | 1946                                                              | Стефаунссон            | [ 52 ] [ 53 ] [ 54 ] |
| 7 (III)     |                  | Оулавюр Трюггвасон Торс (1892—1964) исл. Ólafur Tryggvason Thors          | 6 декабря 1949      | 2 марта 1950     | 14 марта 1950                                                                                         | Партия независимости | 1949                                                              | Торс (III)             | [ 47 ] [ 48 ] [ 49 ] |
| 10          |                  | Стейнгримюр Стейнтоурссон (1893—1966) исл. Steingrímur Steinþórsson       | 14 марта 1950       | 11 сентября 1953 | 11 сентября 1953                                                                                      | Прогрессивная партия в коалиции с Партией независимости                                                                  | 1949                                                              | Стейнтоурссон          | [ 55 ] [ 56 ]        |
| 7 (IV)      |                  | Оулавюр Трюггвасон Торс (1892—1964) исл. Ólafur Tryggvason Thors          | 11 сентября 1953    | 27 марта 1956    | 24 июля 1956                                                                                          | Партия независимости в коалиции с Прогрессивной партией                                                                  | 1953                                                              | Торс (IV)              | [ 47 ] [ 48 ] [ 49 ] |
| 6 (V)       |                  | Херманн Йоунассон (1896—1976) исл. Hermann Jónasson                       | 24 июля 1956        | 4 декабря 1958   | 23 декабря 1958                                                                                       | Прогрессивная партия в коалиции с Социал-демократической партией и Народным альянсом                                     | 1956                                                              | Йоунассон (V)          | [ 45 ] [ 46 ]        |
| 11          |                  | Эмиль Гюдмюндюр Йоунссон (1902—1986) исл. Emil Guðmundur Jónsson          | 23 декабря 1958     | 19 ноября 1959   | 20 ноября 1959                                                                                        | Социал-демократическая партия                                                                                            | 1956                                                              | Йоунссон               | [ 57 ]               |
| 11          | 1959, июнь       | Эмиль Гюдмюндюр Йоунссон (1902—1986) исл. Emil Guðmundur Jónsson          | 23 декабря 1958     | 19 ноября 1959   | 20 ноября 1959                                                                                        | Социал-демократическая партия                                                                                            |                                                                   | Йоунссон               | [ 57 ]               |
| 7 (V)       |                  | Оулавюр Трюггвасон Торс (1892—1964) исл. Ólafur Tryggvason Thors          | 20 ноября 1959      | —                | 8 сентября 1961                                                                                       | Партия независимости в коалиции с Социал-демократической партией                                                         | 1959, октябрь                                                     | Торс (V)               | [ 47 ] [ 48 ] [ 49 ] |
| и. о.       |                  | Бьярни Бенедиктссон (1908—1970) исл. Bjarni Benediktsson                  | 8 сентября 1961     | —                | 31 декабря 1961                                                                                       | Партия независимости в коалиции с Социал-демократической партией                                                         | 1959, октябрь                                                     | Торс (V)               | [ 58 ] [ 59 ]        |
| (7) (V)     |                  | Оулавюр Трюггвасон Торс (1892—1964) исл. Ólafur Tryggvason Thors          | 1 января 1962       | 14 ноября 1963   | 14 ноября 1963                                                                                        | Партия независимости в коалиции с Социал-демократической партией                                                         | 1959, октябрь                                                     | Торс (V)               | [ 47 ] [ 48 ] [ 49 ] |
| 12          |                  | Бьярни Бенедиктссон (1908—1970) исл. Bjarni Benediktsson                  | 14 ноября 1963      | —                | 10 июля 1970                                                                                          | Партия независимости в коалиции с Социал-демократической партией                                                         | 1963                                                              | Бенедиктссон           | [ 58 ] [ 59 ]        |
| 12          | 1967             | Бьярни Бенедиктссон (1908—1970) исл. Bjarni Benediktsson                  | 14 ноября 1963      | —                | 10 июля 1970                                                                                          | Партия независимости в коалиции с Социал-демократической партией                                                         |                                                                   | Бенедиктссон           | [ 58 ] [ 59 ]        |
| 13          |                  | Йоуханн Хафстейн (1915—1980) исл. Jóhann Hafstein                         | 10 июля 1970        | 15 июня 1971     | 14 июля 1971                                                                                          | Партия независимости в коалиции с Социал-демократической партией                                                         | Хафстейн                                                          | [ 60 ] [ 61 ]          |                      |
| 14 (I)      |                  | Оулавюр Йоуханнессон (1913—1984) исл. Ólafur Jóhannesson                  | 14 июля 1971        | 2 июля 1974      | 28 августа 1974                                                                                       | Прогрессивная партия в коалиции с Народным альянсом и Союзом либералов и левых                                           | 1971                                                              | Йоуханнессон (I)       | [ 62 ] [ 63 ] [ 64 ] |
| 15          |                  | Гейр Хадльгримссон (1925—1990) исл. Geir Hallgrímsson                     | 28 августа 1974     | 27 июня 1978     | 1 сентября 1978                                                                                       | Партия независимости в коалиции с Прогрессивной партией                                                                  | 1974                                                              | Хадльгримссон          | [ 65 ] [ 66 ]        |
| 14 (II)     |                  | Оулавюр Йоуханнессон (1913—1984) исл. Ólafur Jóhannesson                  | 1 сентября 1978     | 12 октября 1979  | 15 октября 1979                                                                                       | Прогрессивная партия в коалиции с Народным альянсом                                                                      | 1978                                                              | Йоуханнессон (II)      | [ 62 ] [ 63 ] [ 64 ] |
| 16          |                  | Бенедикт Сигюрдссон Грёндаль (1924—2010) исл. Benedikt Sigurðsson Gröndal | 15 октября 1979     | 4 декабря 1979   | 8 февраля 1980                                                                                        | Социал-демократическая партия                                                                                            | 1979                                                              | Грёндаль               | [ 67 ] [ 68 ]        |
| 17          |                  | Гюннар Тороддсен (1910—1983) исл. Gunnar Thoroddsen                       | 8 февраля 1980      | 28 апреля 1983   | 26 мая 1983                                                                                           | Партия независимости в коалиции с Прогрессивной партией и Народным альянсом                                              | 1979                                                              | Тороддсен              | [ 69 ] [ 70 ]        |
| 18 (I)      |                  | Стейнгримюр Херманнссон (1928—2010) исл. Steingrímur Hermannsson          | 26 мая 1983         | 28 апреля 1987   | 8 июля 1987                                                                                           | Прогрессивная партия в коалиции с Партией независимости                                                                  | 1983                                                              | Херманнссон (I)        | [ 71 ] [ 72 ]        |
| 19          |                  | Торстейнн Паульссон (1947—) исл. Þorsteinn Pálsson                        | 8 июля 1987         | 17 сентября 1988 | 28 сентября 1988                                                                                      | Партия независимости в коалиции с Прогрессивной партией и Социал-демократической партией                                 | 1987                                                              | Паульссон              | [ 73 ] [ 74 ]        |
| 18 (II—III) |                  | Стейнгримюр Херманнссон (1928—2010) исл. Steingrímur Hermannsson          | 28 сентября 1988    | 10 сентября 1989 | 10 сентября 1989                                                                                      | Прогрессивная партия в коалиции с Социал-демократической партией и Народным альянсом                                     | 1987                                                              | Херманнссон (II)       | [ 71 ] [ 72 ]        |
| 18 (II—III) | 10 сентября 1989 | Стейнгримюр Херманнссон (1928—2010) исл. Steingrímur Hermannsson          | 23 апреля 1991      | 30 апреля 1991   | Прогрессивная партия в коалиции с Социал-демократической партией, Народным альянсом и Партией граждан | Херманнссон (III) | 1987                                                              |                        | [ 71 ] [ 72 ]        |
| 20 (I—IV)   |                  | Давид Оддссон (1948—) исл. Davíð Oddsson                                  | 30 апреля 1991      | 18 апреля 1995   | 23 апреля 1995                                                                                        | Партия независимости в коалиции с Социал-демократической партией                                                         | 1991                                                              | Оддссон (I)            | [ 75 ] [ 76 ] [ 77 ] |
| 20 (I—IV)   | 23 апреля 1995   | Давид Оддссон (1948—) исл. Davíð Oddsson                                  | 28 мая 1999         | 28 мая 1999      | Партия независимости в коалиции с Прогрессивной партией                                               | 1995 | Оддссон (II)                                                      |                        | [ 75 ] [ 76 ] [ 77 ] |
| 20 (I—IV)   | 28 мая 1999      | Давид Оддссон (1948—) исл. Davíð Oddsson                                  | 23 мая 2003         | 23 мая 2003      | Партия независимости в коалиции с Прогрессивной партией                                               | 1999 | Оддссон (III)                                                     |                        | [ 75 ] [ 76 ] [ 77 ] |
| 20 (I—IV)   | 23 мая 2003      | Давид Оддссон (1948—) исл. Davíð Oddsson                                  | 15 сентября 2004    | 15 сентября 2004 | Партия независимости в коалиции с Прогрессивной партией                                               | 2003 | Оддссон (IV)                                                      |                        | [ 75 ] [ 76 ] [ 77 ] |
| 21          |                  | Халльдоур Аусгримссон (1947—2015) исл. Halldór Ásgrímsson                 | 15 сентября 2004    | 15 июня 2006     | 15 июня 2006                                                                                          | 2003 | Прогрессивная партия в коалиции с Партией независимости           | Аусгримссон            | [ 78 ] [ 79 ]        |
| 22 (I—II)   |                  | Гейр Хилмар Хаарде (1951—) исл. Geir Hilmar Haarde                        | 15 июня 2006        | 24 мая 2007      | 24 мая 2007                                                                                           | 2003 | Партия независимости в коалиции с Прогрессивной партией           | Хаарде (I)             | [ 80 ] [ 81 ] [ 82 ] |
| 22 (I—II)   | 24 мая 2007      | Гейр Хилмар Хаарде (1951—) исл. Geir Hilmar Haarde                        | 26 января 2009      | 1 февраля 2009   | Партия независимости в коалиции с Социал-демократическим альянсом                                     | 2007 | Хаарде (II)                                                       |                        | [ 80 ] [ 81 ] [ 82 ] |
| 23 (I—II)   |                  | Йоуханна Сигюрдардоуттир (1942—) исл. Jóhanna Sigurðardóttir              | 1 февраля 2009      | 10 мая 2009      | 10 мая 2009                                                                                           | 2007 | Социал-демократический альянс в коалиции с Лево-зелёным движением | Сигюрдардоуттир (I)    | [ 83 ] [ 84 ] [ 85 ] |
| 23 (I—II)   | 10 мая 2009      | Йоуханна Сигюрдардоуттир (1942—) исл. Jóhanna Sigurðardóttir              | 28 апреля 2013      | 23 мая 2013      | 2009                                                                                                  | Сигюрдардоуттир (II) | Социал-демократический альянс в коалиции с Лево-зелёным движением |                        | [ 83 ] [ 84 ] [ 85 ] |
| 24          |                  | Сигмюндюр Давид Гюннлёйгссон (1975—) исл. Sigmundur Davíð Gunnlaugsson    | 23 мая 2013         | 7 апреля 2016    | 7 апреля 2016                                                                                         | Прогрессивная партия в коалиции с Партией независимости                                                                  | 2013                                                              | Гюннлёйгссон           | [ 86 ] [ 87 ] [ 88 ] |
| 25          |                  | Сигюрдюр Инги Йоуханнссон (1962—) исл. Sigurður Ingi Jóhannsson           | 7 апреля 2016       | 30 октября 2016  | 11 января 2017                                                                                        | Прогрессивная партия в коалиции с Партией независимости                                                                  | 2013                                                              | Йоуханнссон            | [ 89 ] [ 90 ]        |
| 26 (I)      |                  | Бьярни Бенедиктссон-младший (1970—) исл. Bjarni Benediktsson              | 11 января 2017      | 29 октября 2017  | 30 ноября 2017                                                                                        | Партия независимости в коалиции с Партией реформ и «Светлым будущим»                                                     | 2016                                                              | Бенедиктссон-младший—I | [ 91 ] [ 92 ] [ 93 ] |
| 27          |                  | Катрин Якобсдоуттир (1976—) исл. Katrín Jakobsdóttir                      | 30 ноября 2017      | 25 сентября 2021 | 28 ноября 2021                                                                                        | Лево-зелёное движение в коалиции с Прогрессивной партией и Партией независимости                                         | 2017                                                              | Якобсдоуттир—I         | [ 1 ] [ 92 ] [ 94 ]  |
| 27          | 28 ноября 2021   | Катрин Якобсдоуттир (1976—) исл. Katrín Jakobsdóttir                      | 5 апреля 2024       | 9 апреля 2024    | 2021                                                                                                  | Лево-зелёное движение в коалиции с Прогрессивной партией и Партией независимости                                         | Якобсдоуттир—II                                                   |                        | [ 1 ] [ 92 ] [ 94 ]  |
| 26 (II—III) |                  | Бьярни Бенедиктссон-младший (1970—) исл. Bjarni Benediktsson              | 9 апреля 2024       | 17 октября 2024  | 17 октября 2024                                                                                       | Партия независимости в коалиции с Прогрессивной партией и Лево-зелёным движением                                         | Бенедиктссон-младший—II                                           | [ 91 ] [ 93 ]          |                      |
| 26 (II—III) | 17 октября 2024  | Бьярни Бенедиктссон-младший (1970—) исл. Bjarni Benediktsson              | 21 декабря 2024     | 21 декабря 2024  | 2021                                                                                                  | Партия независимости в коалиции с Прогрессивной партией                                                                  | Бенедиктссон-младший—III                                          | [ 91 ] [ 93 ]          |                      |
| 28          |                  | Криструн Мьёдль Фростадоуттир (1988—) исл. Kristrún Mjöll Frostadóttir    | 21 декабря 2024     | действующий      | действующий                                                                                           | «Социал-демократический альянс» в коалиции с «Возрождением» и Народной партией                                           | 2024                                                              | Фростадоуттир          | [ 95 ] [ 96 ]        |

## Диаграмма пребывания в должности
1 — прямое управление Дании (министры); 2 — самоуправление в составе Королевства Дания (министры); 3 — Королевство Исландия; 4 — Республика Исландия